# Макраухении
Макраухе́нии (лат. Macrauchenia, от греч. μακρο- «длинный, большой» и новолат. auchenia «лама») — род вымерших млекопитающих отряда литоптерн (Litopterna). Обитали в Южной Америке и вымерли в конце плейстоцена.
В 2017 году учёным удалось секвенировать из костей макраухении, найденной в одной из пещер на юге Чили, около 80 % митохондриального генома. Выяснилось, что макраухении (и другие литоптерны) относятся к сестринской для непарнокопытных группе, с предполагаемой датой расхождения их эволюционных линий в 66 млн лет назад. Ранее к аналогичному выводу пришли учёные, применившие методы палеопротеомики. Они использовали для исследований белок соединительной ткани коллаген, структура которого также показала, что ближайшими  родственниками макраухений и токсодонов являются лошади и носороги, но время разделения их эволюционных линий они отнесли к эоцену (55 млн лет назад). А хоботом макраухении обзавелись независимо от слонов в результате конвергентной эволюции.

## Внешность
Макраухении имели очень странный внешний вид. Их высота в плечах достигала 1,8 м, а величина приблизительно соответствовала величине верблюда, как, вероятно, и некоторые формы поведения. На длинных и очень сильных ногах находились три несущих пальца. Шея была очень длинной. Носовые отверстия на верхней стороне черепа позволяют предполагать наличие короткого хобота.

## Распространение

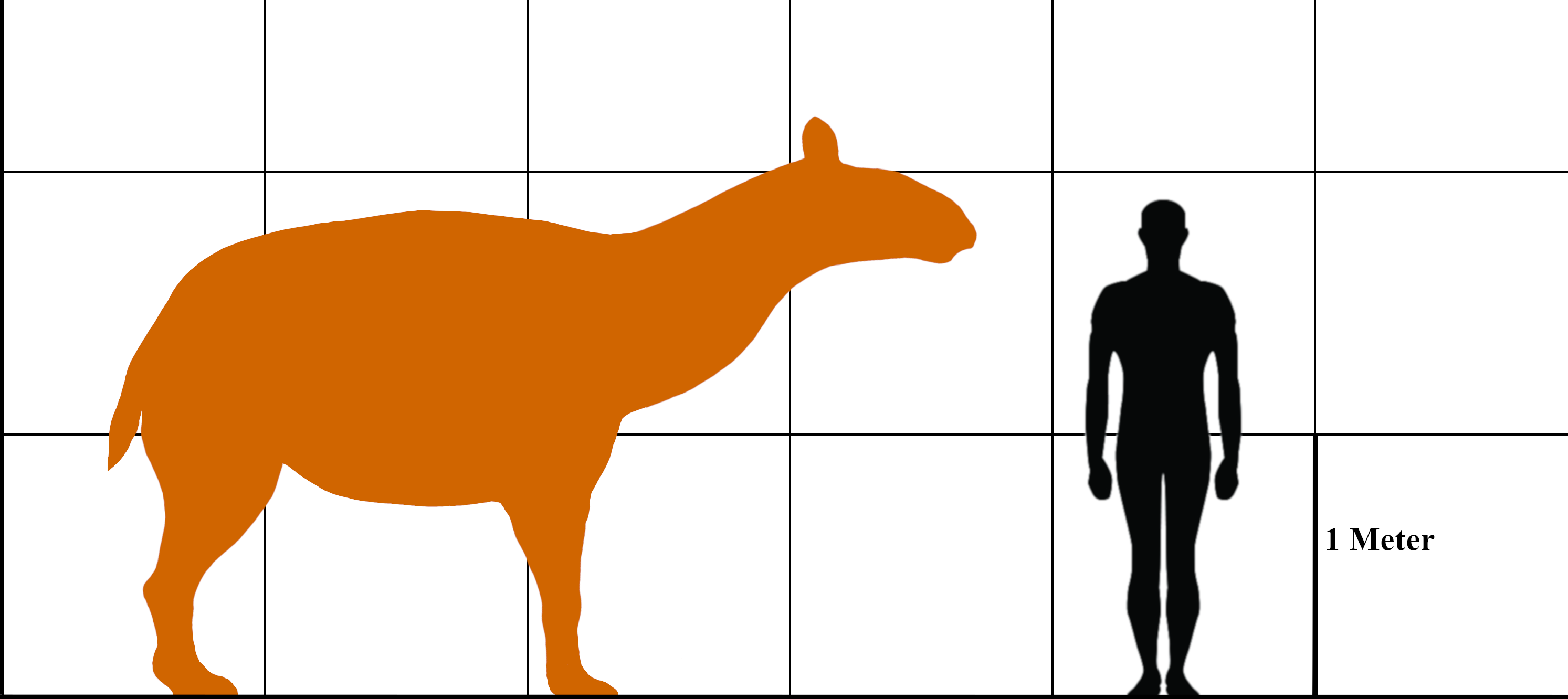
В сравнении с человеком

Отряд Литоптерны возник в палеоцене и содержал несколько родов, которые из-за удлинённых конечностей и редукции количества пальцев немного напоминали современных лошадей и верблюдов. Большинство представителей отряда, однако, вымерло в конце плиоцена после возникновения сухопутного сообщения с Северной Америкой. Лишь два рода — Windhausenia и Macrauchenia — оказались достаточно способными к адаптации и дожили до конца плейстоцена. Macrauchenia patachonica вымерла, по-видимому, всего 10 тысяч лет назад. Часто её исчезновение связывают с охотой на них первобытного человека, заселившего Америку 15 тыс. лет назад, и конкуренцией со стороны новых копытных из Северной Америки. Однако второе маловероятно, так как наряду с ней в конце плейстоцена вымерло и большинство этих видов-«пришельцев». Помимо этого, макраухении жили на протяжении миллионов лет бок о бок с этими видами в Южной Америке. Часто их ископаемые остатки находят даже рядом с одним из пришедших из Северной Америки родов верблюжьих Palaeolama. Кроме Macrauchenia и Windhausenia до конца плейстоцена дожили токсодоны — род нотоунгулятов. Окаменелости макраухений встречаются прежде всего в юго-восточных пампасах, однако известны также находки в Венесуэле.

## Поведение
По географическому распространению можно предположить, что макраухении были обитателями саванн. Труднее реконструировать питание этого животного. Хобот, который вероятно у них имелся, более приспособлен для общипывания листвы, однако строение зубов более походит на поедателей трав.

## Виды

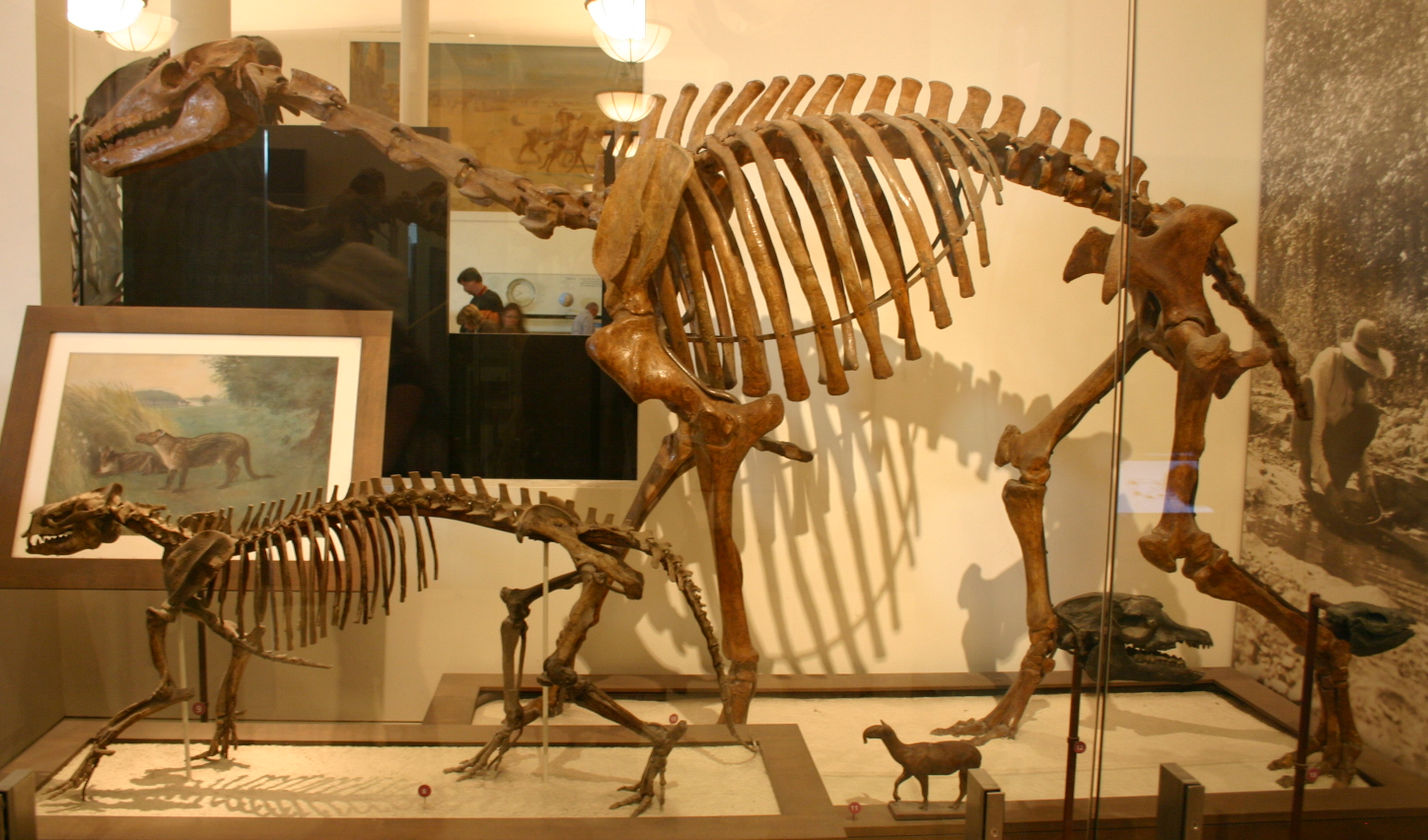
Скелеты M. patachonica (крупный) и Phenacodus primaevus, Американский музей естественной истории

Объём рода точно не определён — разные систематики включают в него от 2 до 6 вымерших видов. Следующие виды общепризнаны:
- Macrauchenia patagonica Owen, 1838 — буквально «макраухения патагонская»
- Macrauchenia ullomensis Sefve, 1914 — «макраухения из Ульомы», Ульома — город в Боливии

Выделение нижеперечисленных видов спорно:
- Macrauchenia antiqua Ameghino, 1887 — «макраухения древняя»
- Macrauchenia boliviensis Huxley, 1860 — «макраухения боливийская»
- Macrauchenia formosa Moreno, 1888 — «макраухения красивая»
- Macrauchenia intermedia Moreno, 1888 — «макраухения средняя»

## В культуре
Этих животных можно видеть в пятой серии научно-популярного телесериала ВВС «Прогулки с чудовищами» и серии мультфильмов «Ледниковый период».